# Lengyel Sándor (kibernetikus)
Lengyel Sándor (Budapest, 1969. november 26. –) kibernetikus, oktató, coach.

## Életpályája
Szakterületek: Kibernetikai modellek. Oktatás.
1986 és 1990 között elektronikai műszerész szakképesítést szerzett. 1991-től Borisz Jevgenyjevics Zolotov tanítványa. A gyakorlatban is kidolgozta a dinamikus rendszerek speciális "EOS" játékelméletét.

## Expert-Operator System
Lengyel Sándor komplex modelleket épít. Módszerének neve Expert-Operator System. Az EOS alkotója Zolotov, Borisz (1947- 2015), orosz tudós, a matematikai tudományok kandidátusa, kibernetikus. Lengyel Sándor, Borisz Zolotov tanítványa és munkatársa volt 25 éven át a professzor haláláig. Jelentős munkát végzett el ez idő alatt az EOS társadalmi és gazdasági integrációjában, és további alkalmazások kifejlesztésében. 

## EOS INSTITUTE Oktatási Központ
Lengyel Sándor 15 év szakmai tapasztalattal, 2000-ben megalapította fejlesztői és alkotói bázisát, egyben expert-operátor iskoláját.

## Dream Reality Cinema
2015-ben megalkotta modern, automatizált meditációs programját, a Dream Reality Cinema-t: egy VR High-Tech technikájára kidolgozott automatizált regeneráló tréninget, mely a tudatos álmodásra és a cirkadián ritmus helyreállítására helyezi a hangsúlyt. Bővebben: 
DRC Archiválva 2017. június 18-i dátummal a Wayback Machine-ben

## Család
Édesapja Lengyel Sándor, az agrárszakoktatás vezetője és fejlesztője, a Nemzeti Agrárszaktanácsadási Intézet (NAKVI) volt főigazgatója. Édesanyja Ferenczy Mária. 